# Petalostemon
Petalostemon là một chi thực vật có hoa trong họ Đậu.